# 타이베이 의학대학
타이베이 의학대학(중국어: 臺北醫學大學)는 중화민국 타이베이시 신이 구에 위치한 종합 대학이며 의대를 중심으로 1960년에 설립되었다. 전신은 타이베이 의학원(중국어: 臺北醫學院)이며, 2000년에 개칭하였다. 6,000여명의 학생과, 418여명의 풀타임, 600여명의 파트타임 패컬티가 활동하고 있다. 2010년 기준 졸업생은 31,000여명이다.
QS World University Ranking에 따르면 2012년 타이페이 의학대학은 세계 100위권의 의대로 평가되었다.